# Japanse kampioenschappen schaatsen afstanden 2020 - Massastart mannen
De massastart mannen op de Japanse kampioenschappen schaatsen afstanden 2020 werd gereden op zaterdag 26 oktober 2019 in het ijsstadion Hachinohe Skating Arena in Hachinohe.

## Uitslag
| #      | Schaatser         | Ronden | Punten | Punten | Punten | Punten | Punten | Tijd    |
| #      | Schaatser         | Ronden | Sp 1   | Sp 2   | Sp 3   | Sp 4   | Totaal | Tijd    |
| ------ | ----------------- | ------ | ------ | ------ | ------ | ------ | ------ | ------- |
| Goud   | Shane Williamson  | 16     |        |        |        |        | 69     | 8.29,11 |
| Zilver | Seitaro Ichinohe  | 16     |        |        |        |        | 46     | 8.29,28 |
| Brons  | Ryousuke Tsuchiya | 16     |        |        |        |        | 22     | 8.38,39 |
| 4      | Naoya Anzai       | 16     |        |        |        |        | 10     | 8.45,09 |
| 5      | Nichika Endo      | 16     |        |        |        |        | 6      | 8.45,26 |
| 6      | Issei Matsumoto   | 16     |        |        |        |        | 3      | 8.46,61 |
| 7      | Takaya Matsuda    | 16     |        |        |        |        | 1      | 8.49,70 |
| 8      | Taiga Tanaka      | 16     |        |        |        |        |        | 8.46,66 |
| 9      | Hiro Daimon       | 16     |        |        |        |        |        | 8.46,82 |
| 10     | Tsubasa Horikawa  | 16     |        |        |        |        |        | 8.47,82 |
| 11     | Yuuga Obara       | 16     |        |        |        |        |        | 9.35,94 |